# Episodi di The Ranch (quarta stagione)
La quarta e ultima stagione della serie televisiva The Ranch, composta da 20 episodi, viene distribuita su Netflix in due parti; la prima (o settima) il 13 settembre 2019, mentre la seconda (o ottava) il 24 gennaio 2020.
| n°      | Titolo originale            | Pubblicazione     |                   |
| Parte 7 | Parte 7                     | Parte 7           |                   |
| ------- | --------------------------- | ----------------- | ----------------- |
| 1       | Dying to See Her            | 13 settembre 2019 | 13 settembre 2019 |
| 2       | I Wish You'd Stay           | 13 settembre 2019 | 13 settembre 2019 |
| 3       | Waitin' on a Woman          | 13 settembre 2019 | 13 settembre 2019 |
| 4       | Remind Me                   | 13 settembre 2019 | 13 settembre 2019 |
| 5       | Love and War                | 13 settembre 2019 | 13 settembre 2019 |
| 6       | The Devil Is Alive and Well | 13 settembre 2019 | 13 settembre 2019 |
| 7       | Last Time for Everything    | 13 settembre 2019 | 13 settembre 2019 |
| 8       | Without a Fight             | 13 settembre 2019 | 13 settembre 2019 |
| 9       | Welcome to the Future       | 13 settembre 2019 | 13 settembre 2019 |
| 10      | Perfect Storm               | 13 settembre 2019 | 13 settembre 2019 |
| Parte 8 |                             |                   |                   |
| 11      | It Ain't My Fault           | 24 gennaio 2020   | 24 gennaio 2020   |
| 12      | Like It's the Last Time     | 24 gennaio 2020   | 24 gennaio 2020   |
| 13      | Out of Sight                | 24 gennaio 2020   | 24 gennaio 2020   |
| 14      | Fadeaway                    | 24 gennaio 2020   | 24 gennaio 2020   |
| 15      | Born to Love You            | 24 gennaio 2020   | 24 gennaio 2020   |
| 16      | Not Everything's About You  | 24 gennaio 2020   | 24 gennaio 2020   |
| 17      | What Was I Thinking         | 24 gennaio 2020   | 24 gennaio 2020   |
| 18      | Helluva Life                | 24 gennaio 2020   | 24 gennaio 2020   |
| 19      | Dumb Effin' Luck            | 24 gennaio 2020   | 24 gennaio 2020   |
| 20      | Take Me Home, Country Roads | 24 gennaio 2020   | 24 gennaio 2020   |